# Criptogínia
La criptogínia és el fenomen recurrent, al llarg de la història i en la majoria de les cultures, d'ocultació de les dones i referents femenins en diferents àmbits de la societat, especialment els de més prestigi. Designa l’obliteració o menysteniment de les contribucions realitzades per dones en esferes hegemòniques en les quals la notorietat i la visibilitat són rellevants. Aquesta pràctica cultural, paradigmàtica de la violència simbòlica, és molt present en els cànons literaris tradicionals, entre d'altres.
Per anomenar aquesta pràctica, la poeta i filòloga Begonya Pozo i el filòleg Carles Padilla, ambdós professors de la Universitat de València, van encunyar el terme criptogínia i el van difondre públicament per primera vegada el 5 febrer de 2020 en un article publicat en un diari digital. El 27 de novembre del mateix any, l'Acadèmia Valenciana de la Llengua en va aprovar la incorporació al Diccionari Normatiu Valencià. Més tard, el 8 de març de 2021, el diccionari de basc Elhuyar Hiztegia en va incloure l'adaptació al basc kriptoginia. I el novembre de 2024, l'Institut d'Estudis Catalans va incorporar 'criptogínia' al Diccionari de la llengua catalana. En altres llengües, com el castellà i el francès, tot i que el terme no hagi estat encara fet oficial, ja s'ha usat (criptoginia i cryptogynie, respectivament) en àmbits acadèmics i en xarxes socials. A França, per exemple, el curs 2021-2022 va organitzar-se un seminari interuniversitari de literatura catalana amb el títol De la cryptogynie à la médiatisation des éscrivaines : Felícia Fuster et Carmelina Sánchez-Cutillas, a propòsit de les autores catalanoparlants Felícia Fuster i Carmelina Sánchez-Cutillas.
El terme criptogínia està format per dos lexemes grecs, crypto ('amagar, ocultar') i gyné ('dona') que formen part d'altres paraules, en general cultismes, en català i en altres llengües. De fet, l'equivalent en italià (el substantiu i l'adjectiu corresponent: criptoginia o crittoginia i criptogina) es pot trobar en alguns textos de biologia en referència a espècies en què la femella o els òrgans femenins no són visibles externament. Per exemple, la cotxinilla Suturaspis archangelskyae és descrita com a «criptògena» i el diccionari Panlessico Italiano, de 1839, incloïa el terme crittoginia (amb el sinònim criptoginia) per a descriure una falguera aquàtica en què els esporangis queden ocults.
En l'àmbit científic, la minimització o ocultació de la recerca i descobertes dutes a terme per investigadores, que es coneix com a «efecte Matilda», és un cas de criptogínia. En encunyar el terme, Pozo i Padilla van voler donar nom a un fenomen que era ben conegut en la història de la ciència i en la història de la dona, perquè «la consciència social es conforma amb les accions i omissions, amb els silencis i amb les paraules: allò que no s'inclou en el diccionari aparentment no existeix». Consideren que l'ocultació dels èxits de les dones o la seva infravaloració ha estat una violència simbòlica que s'ha anat continuant en el temps.